# Phyllis Gordon
Phyllis Gordon, nata Phyllis Lamonte Gordon (Suffolk, 17 ottobre 1889 – Sonoma, 16 ottobre 1964), è stata un'attrice statunitense che lavorò nel cinema all'epoca del muto.
È stata la prima moglie dell'attore Eugene Pallette, un noto caratterista del cinema hollywoodiano.

## Filmografia
- An Evil Power, regia di Francis Boggs - cortometraggio (1911)
- The Hand of Fate, regia di Frank E. Montgomery - cortometraggio (1912)
- The Love of an Island Maid, regia di Colin Campbell - cortometraggio (1912)
- Rivals, regia di Colin Campbell - cortometraggio (1912)
- The Price of Art, regia di Colin Campbell - cortometraggio (1912)
- In Exile, regia di Fred Huntley - cortometraggio (1912)
- The Lake of Dreams, regia di Fred Huntley - cortometraggio (1912)
- Baby Betty, regia di Richard Garrick - cortometraggio (1912)
- The Girl and the Cowboy, regia di Fred Huntley - cortometraggio (1912)
- A Messenger to Kearney, regia di Fred Huntley - cortometraggio (1912)
- The Trade Gun Bullet, regia di Hobart Bosworth - cortometraggio (1912)
- The Substitute Model, regia di Hobart Bosworth - cortometraggio (1912)
- When Edith Played Judge and Jury, regia di Hobart Bosworth - cortometraggio (1912)
- Getting Atmosphere, regia di Hobart Bosworth - cortometraggio (1912)
- His Wedding Eve, regia di Colin Campbell - cortometraggio (1912)
- Saved by Fire, regia di Lem B. Parker - cortometraggio (1912)
- When Helen Was Elected, regia di Lem B. Parker - cortometraggio (1912)
- The Vintage of Fate, regia di Lem B. Parker - cortometraggio (1912)
- A Pair of Boots, regia di Charles H. France - cortometraggio (1912)
- Our Lady of the Pearls, regia di Henry MacRae - cortometraggio (1912)
- A Plain Girl's Love, regia di Henry MacRae - cortometraggio (1913)
- A Black Hand Elopement - cortometraggio (1913)
- Altar of the Aztecs, regia di Henry MacRae - cortometraggio (1913)
- Jocular Winds, regia di Allan Dwan - cortometraggio (1913)
- An Eastern Flower, regia di Allan Dwan - cortometraggio (1913)
- Calamity Anne's Beauty, regia di Allan Dwan - cortometraggio (1913)